# Itinéraire complémentaire 33 (Portugal)
L'IC33 est une voie rapide sans profil autoroutier reliant actuellement l'  à proximité de Roncão à l' à proximité de Grândola.

Sa longueur est de 23 km.
Il est prévu de prolonger l' 'IC33 jusqu'à Évora et l' IP 2 . Ce prolongement de 68 km débutera au niveau de l'  à proximité de Santa Margarida do Sado
Voir le tracé de l'IC33 sur GoogleMaps

## État des tronçons
| Tronçon                                     | État (2011) | km |
| ------------------------------------------- | ----------- | -- |
| Roncão () - Grândola ()                     | En service  | 23 |
| Santa Margarida do Sado () - Évora ( IP 2 ) | En projet   | 68 |

## Itinéraire
| Sorties | Villes                                            |
| ------- | ------------------------------------------------- |
|         | Santiago do Cacém - Sines Beja                    |
| Sortie  | João Mendes - Roncão                              |
| Sortie  | Grândola-Ouest Melides                            |
| Sortie  | Grândola-Ouest Carvalhal                          |
| Sortie  | Alcácer do Sal - Lisbonne IC 1 Grândola-Nord IC 1 |
|         | Alcácer do Sal - Lisbonne Algarve                 |